# Varicosporium trimosum
Varicosporium trimosum är en svampart som beskrevs av Wolfe 1976. Varicosporium trimosum ingår i släktet Varicosporium och familjen Helotiaceae.   Inga underarter finns listade i Catalogue of Life.